# Stora göl (Stenberga socken, Småland)
Stora göl är en sjö i Vetlanda kommun i Småland och ingår i Emåns huvudavrinningsområde. Sjön har en area på 0,0619 kvadratkilometer och ligger 152,2 meter över havet.

## Delavrinningsområde
Stora göl ingår i det delavrinningsområde (635437-148123) som SMHI kallar för Utloppet av Hjortesjön. Medelhöjden är 165 meter över havet och ytan är 24,98 kvadratkilometer. Räknas de 12 delavrinningsområdena uppströms in blir den ackumulerade arean 257,16 kvadratkilometer. Gårdvedaån som avvattnar avrinningsområdet har biflödesordning 2, vilket innebär att vattnet flödar genom totalt 2 vattendrag innan det når havet efter 123 kilometer. Delavrinningsområdet består mestadels av skog (63 %) och jordbruk (18 %). Avrinningsområdet har 2,52 kvadratkilometer vattenytor vilket ger det en sjöprocent på 10,1 %.